# Edward Raczyński

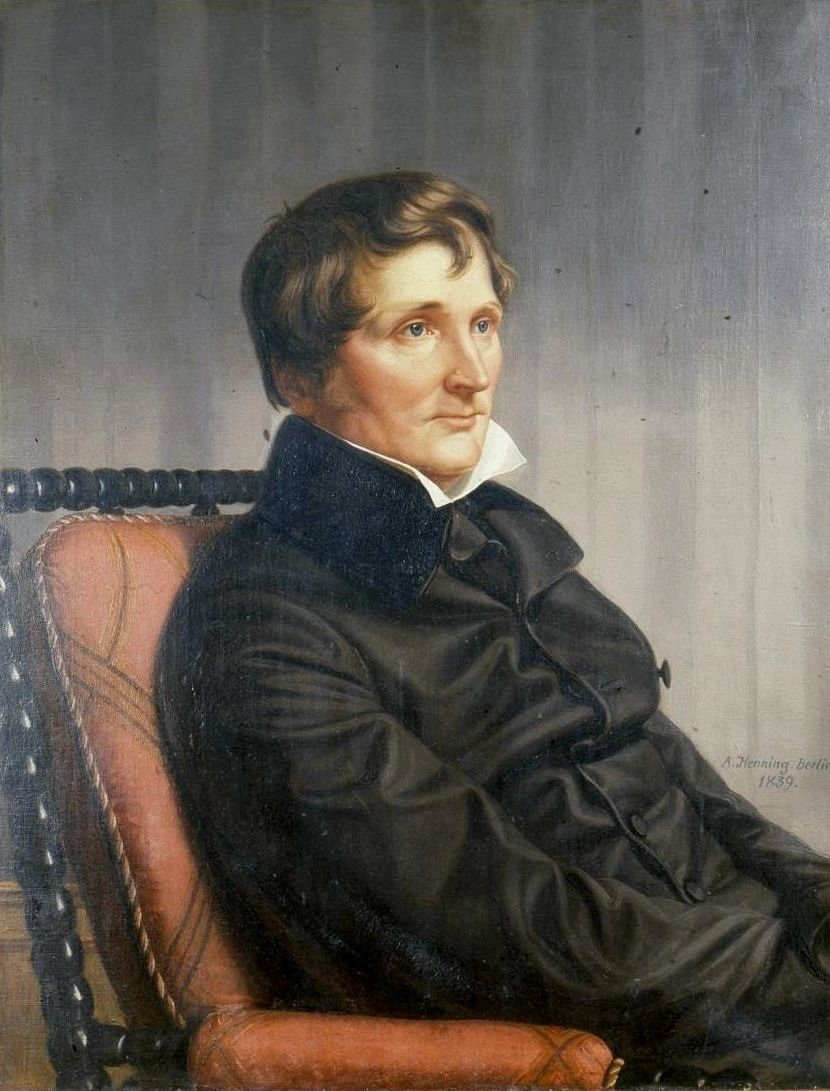
Edward Raczyński.

Edward Raczyński, född 2 april 1787 i Poznań, död 20 januari 1845 i Zaniemyśl (självmord), var en polsk greve, författare och mecenat. 
Raczyński, som tillhörde en i Polens historia framstående släkt, deltog i de Napoleonkrigen, representerade på riksdagen i Warszawa 1812 provinsen Poznań, begav sig 1814 på resor i in- och utlandet för vetenskapligt syfte, besökte därunder även Sverige samt Grekland och Turkiet (dagboken Dziennik podrózy do Turcyi, Wrocław, 1823). 
Han satsade stora summor på samlingar och avskrifter av historiska urkunder rörande polska historien och författade själv Wspomnienia Wielkopolski (Minnen från Storpolen, 1842–44, med många teckningar och en stor atlas) och Gabinet medalow polskich (fyra delar, 1838–43). 
Raczyński understödde frikostigt författare och konstnärer, utgav på sitt förlag ett par hundra olika skrifter i historia och andra vetenskaper samt skänkte till staden Poznań sitt där belägna palats med ett bibliotek på 17000 band. Han bekostade också en vattenledning åt staden.